# Sonny Corleone
Santino "Sonny" Corleone là một nhân vật hư cấu trong cuốn tiểu thuyết The Godfather (xuất bản năm 1969) và trong bộ phim cùng tên (1972). Nhân vật này cũng xuất hiện trong các lần hồi tưởng ở phần II của bộ phim The Godfather (1974).
Trong cả truyện và phim, Santino Corleone đều là con trai cả của bố già Don Vito Corleone và phu nhân Corleone - Carmela Corleone. Anh ta có hai người em trai ruột là Fredo và Michael, một người em gái ruột là Connie và một người anh/em trai kết nghĩa là Tom Hagen. Trong bộ phim The Godfather, nhân vật Santino Corleone được diễn xuất bởi James Caan. Con trai của đạo diễn Francis Ford Coppola - Roman Coppola đóng vai Sonny lúc anh này còn nhỏ (vào khoảng những năm 1920).

## Tiểu sử nhân vật trong phim và tiểu thuyết
Trong cả tiểu thuyết và phim, Santino Corleone đều là con trai cả trong bốn người con của bố già Vito Corleone và được miêu tả như là một người bốc đồng, nóng tính và hoạt bát. Santino dính líu rất sâu đến công việc tội phạm của gia đình Corleone. Ở tuổi 16, Sonny thực hiện một vụ trộm. Khi Peter Clemenza - cha đỡ đầu của Sonny thông báo với Vito về điều này, Vito yêu cầu Sonny giải thích vì sao lại làm như vậy. Anh ta trả lời rằng mình đã từng chứng kiến cha mình giết chết một tên gangster đầy đáng sợ tên là Don Fanucci và bây giờ y cũng muốn được bán dầu ô-liu như cha của mình. Vito thở dài, hiểu rằng con trai mình muốn tham gia vào đường dây tội phạm của gia đình nên đã gửi y cho Clemenza huấn luyện.
Sonny thể hiện bản lĩnh của mình khi mới 19 tuổi. Ở giữa những năm 20 tuổi, Santino được đề bạt lên làm caporegime của gia đình Corleone. Cuối thế chiến II, anh ta được xem như là sếp phó và người nối nghiệp của Vito Corleone, kính nể bởi tính cách hung bạo và giết người không gớm tay của mình. Tuy nhiên, Sonny cũng bộc lộ những mảng tính cách hiền dịu hơn, vào năm 12 tuổi, anh mang về nhà một đứa trẻ vô gia cư đang có nguy cơ bị bệnh mù mắt tên Tom Hagen và đề nghị cho hắn được ở lại trong nhà. Hagen dần dần tiến bộ và trở thành consigliere đầu tiên gốc Ái Nhĩ Lan của gia đình Corleone. Với vai trò là con cả, Sonny bảo vệ tất cả các người em của mình, đặc biệt thân thiết với Michael và Connie. Tiểu thuyết còn cho thấy mặt trái trong tính cách hung bạo của Sonny, anh này không thể đánh phụ nữ, trẻ em hay bất cứ ai không thể tự vệ. Điều này cũng giải thích vì sao Santino tha cho người chồng bạo hành của Connie là Carlo khi anh này không đánh trả lại Sonny.
Sonny có người vợ cả là Sandra (được miêu tả là một người phụ nữ béo tốt, vú to) và có 3 người con tuy nhiên anh này cũng có vài cô "bồ nhí" bao gồm Lucy Mancini (phù dâu của Connie). Trong tiểu thuyết, "Người hắn hùng hục như trâu đến nỗi mụ vợ khốn khổ cứ nhác thấy cái giường là hết hồn!".
Cuộc đời của Sonny gặp biến cố khi Virgil "The Turk" Sollozzo - được hỗ trợ bởi gia đình Tattaglia đề nghị sự giúp đỡ từ gia đình Corleone nhằm phát triển mạng lưới buôn bán ma túy sang Mỹ. Trong buổi gặp mặt, Sonny đã lỡ miệng và tỏ ra thích thú với lời đề nghị của Sollozzo mà Vito đã từ chối. Sau buổi gặp mặt, Vito mắng Sonny vì đã ngu dốt để lộ ý của mình ra cho người ngoài biết. Tay người Thổ nắm được huyệt điểm này nên đã cố gắng hạ sát Vito, tin rằng khi Vito chết thì Sonny sẽ tham gia vào đường dây buôn bán ma túy.
Cuộc ám sát bất thành khiến Vito thương nặng, Santino Corleone trở thành ông trùm tạm thời của gia đình Corleone. Động thái trả đũa đầu tiên của Sonny đó chính là ra lệnh Clemenza giết chết tên cận vệ phản bội Paulie Gatto. Sollozo tiếp tục động thái ám sát Vito ở bệnh viện nhưng bị Michael chặn đứng. Sau vụ việc này, Santino điên cuồng hạ sát Bruno Tattaglia - con trai út của Philip Tattaglia. Sollozo chọn bước cờ lùi nhằm chờ thời cơ chín muồi nên đã yêu cầu gặp mặt để giảng hòa cũng như nói chuyện phải trái, Santino tin rằng đây là một trò lừa và ra tối hậu thư yêu cầu các gia đình Mafia khác giao nộp Sollozo bằng không sẽ phải trải chiếu. Tom Hagen đã thuyết phục Santino khoan tiến hành chiến tranh bởi vì Sollozo được đảm bảo an ninh bởi Đại úy cảnh sát New York là Mark McCluskey (một cảnh sát thối nát đã nhận tiền hối lộ để bảo kê). Hagen cũng cảnh báo với ông trùm tạm thời rằng giết người trong giới cầm quyền sẽ vi phạm luật lệ lâu đời của giới Mafia và sự trả thù sẽ là rất kinh khủng. Michael lên tiếng cho rằng Sollozo sẽ không bao giờ dừng lại cho đến khi cha mình là Vito chết. Clemenza đồng ý với giả thuyết này.
Michael - người luôn muốn cách xa các hoạt động phi pháp của gia đình muốn đến buổi gặp mặt hôm đó và tự tay bắn chết cả McCluskey và Sollozo. Y giải thích rằng McCluskey cũng không quá khó để giải quyết vì tên này là cớm bẩn, có thể móc nối với báo chí để phanh phui. Sonny ban đầu không tin và nghi ngờ rằng cậu bé đại học Michael Corleone có thể thực hiện được vụ ám sát này nhưng rồi cuối cùng y cũng đồng ý. Ở nhà hàng Ý, Michael dùng khẩu súng lục bắn chết Sollozo và McCluskey. Anh này sau đó bỏ trốn sang Sicily dưới sự bảo hộ của Don Tommasino. Động thái này khơi mào cuộc chiến đẫm máu trong thế giới ngầm giữa thế lực nhà Corleone và các gia đình còn lại.
Cuộc chiến giữa Ngũ Đại gia tộc vẫn tiếp diễn và Sonny không thể nào phá được thế bí nên anh này đã ra lệnh cho đồng bọn thực hiện những cuộc ám sát đẫm máu - đem lại uy danh cho Santino Corleone. Để trả đũa lại gia đình Corleone, Emilio Barzini (bộ óc đứng đằng sau toàn bộ âm mưu hướng vào gia đình Corleone) đã thu nạp tên em rể phản bội Carlo Rizzi để giúp hắn sắp đặt một cái bẫy. Carlo Rizzi bạo hành em gái Connie của Sonny một cách tàn bạo, chọc điên Santino để anh này lao thẳng đến cái bẫy; tại trạm thu tiền Sonny bị 3 trong 4 tên mafia mai phục bắn chết.
Trong buổi gặp mặt làm hòa giữa Ngũ Đại gia tộc, Vito Corleone chấp nhận điều kiện bảo vệ về mặt pháp lý cho việc kinh doanh - buôn bán ma túy, đồng thời ông cũng nhận ra kẻ thù thực sự không phải là gia đình Tattaglia mà chính là Emilio Barzini. Michael Corleone trở về trở thành ông trùm gia đình Corleone (lúc này Vito đã về hưu), hai cha con ông lên kế hoạch thủ tiêu hết cả bốn gia đình mafia tại New York nhằm thâu tóm quyền lực và trả thù cho Sonny. Kế hoạch cuối cùng đã được thực hiện thành công vào năm 1955. Michael thực hiện bước cuối cùng là ra lệnh cho Clemenza siết cổ giết chết Carlo Rizzi. Chỉ trong một bước cờ, Michael đã khôi phục vị thế số một của gia đình mafia Corleone tại Mỹ.

## Vai trò ở những phần tiếp theo của The Godfather
Bên cạnh việc xuất hiện ở phần đầu của series phim The Godfather, Sonny cũng xuất hiện ở phần II với cảnh lúc còn là em bé và lúc còn nhỏ. Anh ta cũng xuất hiện ở phân cảnh cuối của bộ phim khi cả nhà đang chờ Vito Corleone về để ăn sinh nhật. Michael thông báo rằng y đã bỏ học để nhập ngũ và điều này khiến Sonny nổi điên. Phân cảnh này cũng chỉ ra rằng chính Sonny Corleone là người đã giới thiệu Carlo Rizzi cho Connie và dẫn đến đám cưới họ sau này.
Ở The Godfather phần III, Connie giới thiệu đứa con ngoài giá thú của Sonny là Vincent Corleone cho Michael Corleone. Vincent cuối cùng trở thành Don, thay thế Michael chỉ huy gia đình tội phạm Corleone. Sự xuất hiện của Vincent Corleone trong bộ phim là đối nghịch với chi tiết ở trong truyện cho rằng Sonny và Lucy Macini chưa bao giờ có với nhau một người con trai.

## Gia đình
- Vito Corleone - bố; diễn xuất bởi Marlon Brando ở phần I và Robert De Niro ở phần II
- Carmela Corleone - mẹ; diễn xuất bởi Morgana King
- Tom Hagen - anh/em trai kết nghĩa; diễn xuất bởi Robert Duvall
- Fredo Corleone - em trai; diễn xuất bởi John Cazale
- Michael Corleone - em trai; diễn xuất bởi Al Pacino
- Constanzia "Connie" Corleone - em gái; diễn xuất bởi Talia Shire
- Mary Corleone - cháu gái; diễn xuất bởi Sofia Coppola
- Anthony Vito Corleone - cháu trai; diễn xuất bởi Franc D'Ambrosio
- Sandra Corleone - vợ; diễn xuất bởi Julie Gregg
- Francesca Corleone - con gái; sinh năm 1937
- Kathryn Corleone - con gái; sinh năm 1937
- Frank Corleone - con trai; sinh năm 1940
- Santino Corleone Jr. - con trai; sinh năm 1945
- Vincent Corleone - con trai ngoài giá thú; diễn xuất bởi Andy García